# 伊塔雅 (北里約格朗德州)
伊塔雅（葡萄牙語：Itajá）是巴西的城鎮，位於該國東北部，由北里約格朗德州負責管轄，始建於1992年，面積204平方公里，海拔高度55米，2010年人口6,952，人口密度每平方公里34.14人。